# Lionel Zinsou
Lionel Zinsou (ur. 23 października 1954 w Paryżu) – ekonomista, beniński polityk pochodzenia francuskiego, premier Beninu od 18 czerwca 2015 do 6 kwietnia 2016. Bratanek Émile'a Derlina Zinsou, prezydenta Dahomeju w latach 1968–1969. W czerwcu 2017 został prezydentem działającego we Francji centrolewicowego think tank Terra Nova.